# أدونيس توماس
أدونيس توماس (بالإنجليزية: Adonis Thomas) مواليد 25 مارس 1993 في ممفيس، هو لاعب كرة سلة محترف أمريكي بدأ مسيرته الاحترافية في سنة 2013. يبلغ طوله 6 قدم 6 بوصة (2.0 م).

## فرق لعب لها
- أورلاندو ماجيك
- فيلادلفيا سفنتي سيكسرز

## إحصائيات المسيرة

### الموسم الاعتيادي
| السنة   | الفريق                 | لعب | بدأ | دقيقة | ميداني% | ثلاثية | حرة   | ارتداد | صنع | استلاب | تصدي | نقطة |
| ------- | ---------------------- | --- | --- | ----- | ------- | ------ | ----- | ------ | --- | ------ | ---- | ---- |
| 2013–14 | أورلاندو ماجيك         | 4   | 0   | 6.0   | .333    | .000   | 1.000 | .8     | .5  | .0     | .0   | 1.8  |
| 2013–14 | فيلادلفيا سفنتي سيكسرز | 2   | 1   | 6.5   | .600    | .500   | .000  | .0     | .5  | .0     | .0   | 3.5  |
| المسيرة |                        | 6   | 1   | 6.2   | .429    | .200   | 1.000 | .5     | .5  | .0     | .0   | 2.3  |

## روابط خارجية
- أدونيس توماس على موقع إن بي أي (الإنجليزية)
- أدونيس توماس على موقع سبورتس رفرنس (الإنجليزية)
- أدونيس توماس على موقع كرة السلة الأوروبية.كوم (الإنجليزية)
- أدونيس توماس على موقع إي إس بي إن.كوم (الإنجليزية)
- أدونيس توماس على موقع كلية كرة السلة في سبورتس رفرنس.كوم (الإنجليزية)
- أدونيس توماس على موقع ريلجم (الإنجليزية)
- أدونيس توماس على موقع بروبوليرز (الإنجليزية)
- أدونيس توماس على موقع سبورتس رفرنس (الإنجليزية)
- أدونيس توماس على موقع سبورتس رفرنس (الإنجليزية)
- أدونيس توماس على موقع GSA (الإنجليزية)